# Ruby (bateau)
Pour les articles homonymes, voir Ruby (homonymie).
Le Ruby est un bateau utilisé durant la déportation de l'île Saint-Jean, en 1758.

## Historique
Le Ruby fait 380 tonneaux, compte 6 canons et son capitaine est William Kelly. Il quitte la forteresse de Louisbourg le 14 septembre 1758, à destination de Port-la-Joye, sur l'île Saint-Jean — désormais l'Île-du-Prince-Édouard —. Il y prend 310 prisonniers et traverse la baie de Chedabouctou le 25 novembre, en compagnie du Duke William, du John and Samuel, du Neptune, du Violet, du Yarmouth et d'au moins un autre bateau. Après quelques jours de voyage dans l'océan Atlantique, une tempête disperse la flotte ; le Violet et le Duke William font naufrage respectivement le 12 et le 13 décembre. Le Ruby doit se rendre à Saint-Malo, en France, mais heurte des hauts-fonds en passant au sud des Açores. Le capitaine Kelly décide alors de se rendre à l'île de Faial mais finit par faire échouer le navire sur des rochers à l'île de Pico, le 16 décembre.
Seuls 120 prisonniers sur les 310 survivent, ainsi que 23 membres d'équipage sur les 26. Au total, 77 passagers sont morts de maladie durant la traversée et 113 sont morts durant le naufrage. Il se peut que certains autres meurent après le naufrage. 87 prisonniers sont transférés sur la goélette portugaise Santa Catherina, qui arrive à Portsmouth le 4 février 1759 ou un peu plus tôt. Ses passagers doivent être transférés sur le Three Sisters à destination de la France mais les ordres sont délivrés trop tard et ce bateau a déjà quitté le port. Après avoir déchargé ses passagers au Havre, le Three Sisters revient en Angleterre. Les 87 passagers du Ruby sont toutefois placés sur le Bird, quittant Portsmouth le 10 février, peut-être à destination du Havre. Le sort des 23 militaires et des 33 autres passagers est inconnu ; il se peut qu'ils aient été transférés vers l'Angleterre, la France ou le Portugal à bord d'un autre bateau. 
En 1768, le prêtre missionnaire français Jean-Louis Le Loutre mentionne dans une lettre que trois navires ont sombré en haute mer. En fait, seuls le Duke William et le Violet ont fait naufrage en haute mer, et non le Ruby, qui s'est échoué sur des rochers, ni un autre bateau échoué en Espagne. L'historien canadien William Wood, soutenu entre autres par l'Américain Fairfax Downey, affirme, sans citer de sources, que 200 autres Acadiens ont fait naufrage au large de l'île Saint-Jean. Selon Earle Lockerby, il se peut tout simplement que l'abbé Le Loutre se soit trompé.